# Ачи Бонакорси
А̀чи Бонако̀рси (на италиански: Aci Bonaccorsi, на сицилиански i Benaccussi, и Бенакуси) е малко градче и община в Южна Италия, провинция Катания, автономен регион и остров Сицилия. Разположено е на 365 m надморска височина. Населението на общината е 3200 души (към 2011 г.).